# 田中直樹 (ミュージシャン)
田中 直樹（たなか なおき、1966年3月5日 - ）は、作曲家、編曲家、音楽プロデューサー、マニピュレーター、キーボーディスト、ベーシスト、埼玉県秩父市出身。

## 来歴
1971年頃から、斉藤清一のもと絵画教育を受ける。
1981年頃、友人とバンドを組む。埼玉県内、東京都内で主に活動。
1983年、ヤマハと作曲家契約をする。
1984年、グラフィックデザイナーとしてマガジンハウス等の雑誌で誌面制作の仕事をする。
1986年、長山洋子の楽曲の編曲家、キーボーディストとしてライブサポートを始める。同年から郷ひろみのバックバンドにマニピュレーターとして参加。
1990年、郷ひろみライブの音楽プロデューサーに就任・以降もバンドマスターで参加。
1991年、ワーナーミュージック・ジャパンの音楽プロデューサーの下、ギター中村修司、ボーカル今井洋一と「ハーミットクラブ」を結成。1995年解散。同時期、編曲家及び音楽プロデューサーとしても本格的に活動を開始。
1999年、ダンスパフォーマンス集団「THE CONVOY」をプロデュースした縁から、橋本拓也、沼井雅之、中野周一、小南数麿とバンド「LUCKYS（ラッキーズ）」を結成。2006年〜活動休止中。
2001年、郷ひろみのデビュー30周年記念アルバム2作「MOST LOVED HITS OF HIROMI GO」をプロデュース。
2002年、WaTのサウンド・アドバイザーを務め楽曲共作（「僕らの居場所「5センチ。」c/w曲）」を行う。
2003年、自身初のソロアルバム「Back of the conductor」を発表。華原朋美のライブにおける音楽プロデューサーに就任。ライブの他、ディナーショーを2007年まで手掛ける。
2004年、神波憲人、中村修司、中野周一とパンク・バンド「HR-sonic」結成。2007年解散。
2005年、n/を自身の表現活動の名義とし、アルバム「co.eternal-CREATE」「co.eternal-RETURN」を発表。ライブイベントも開始。
2006年、絵画展を開催。大阪のバンドPACHANGAの音楽プロデューサーとなる。
2007年、絵画と執筆した文章で短編絵本「イルカとクジラ」発表。
2008年、WaTツアーにバンドマスターとして参加。全曲編曲を手がける。郷ひろみのライブツアーにバンドマスター、編曲、演奏で2021年まで連続参加。「週刊女性」7/1号（主婦と生活社刊）「いまがわかるNEWSガブ飲み!」内『なんで働かなくちゃいけないの?』第85回に寄稿。ゲラン主催パーティーのステージ演出を担当。
2009年、堀ちえみのライブにバンドマスター、編曲で参加。小池徹平のライブツアーの音楽プロデューサーを担う。郷ひろみのライブツアーにバンドマスター、編曲、演奏で参加。GACKTツアーグッズ絵本「プロトとゼロ」にライターとして参加。ファッションイベント・Japan Fashion Week in Tokyo 2009（第9回JFW）キービジュアルの音楽をn/名義で担当。Fashion TV内VOGUE NIPPON特集ページメイキング映像（モデル・土屋アンナ）のBGMに「GATE」（co.eternal-CREATE収録曲）が使用される。
2010年、 WaTライブにバンドマスター・音楽プロデューサーで参加。
2012年、堀ちえみのライブにバンドマスター・編曲で参加。今村ねずみ初のソロ公演「Nez Channel vol.1」にn/として音楽制作、出演。DANCE SPACE WING20周年記念公演「After Dark」（新国立劇場・中劇場）にて音源制作。同公演に演奏で出演。
2014年、自身の出身地、埼玉県秩父ミューズパーク音楽堂で行われたチャリティーライブ「第11回子どもの放課後を豊かにする会チャリティコンサート」（主催：子どもの放課後を豊かにする会（社会福祉法人くわの実会、障害者活動センター・キックオフ））にn/として参加。
THE CONVOYのディナーショー、「The Convoy Night&The Convoy Party」（グランドプリンスホテル新高輪飛天）音源制作。
2015年、ミュージカル舞台「劇的歌謡祭19☆80s」の舞台音源を制作。HIROMI GO BANDとして、SOUND MARINA ’15（広島グリーンアリーナ）、SUMMER SONIC2015（千葉マリンスタジアム & 幕張メッセ）、音楽と髭達2015 -MUSIC STADIUM-（新潟県立野球場）参加。THE CONVOY「The Convoy show vol.30 1960」音楽、歌唱指導。
2016年、THE CONVOY「The Convoy show vol.31 1960」音楽、歌唱指導。
2017年、THE CONVOY「The Convoy show vol.32 asiapan」「The Convoy show vol.33 星屑バンプ」「The Convoy show vol.34 asiapan」音楽、歌唱指導。堀ちえみのライブにバンドマスター・編曲・演奏で参加。郷ひろみ『HIROMI GO Concert Tour 2017"My Dear...』DVD副音声を務める。小南数麿4thオリジナル・アルバム「Voyage」プロデュース。
2018年、THE CONVOY「The Convoy show vol.35星屑バンプ」「The Convoy show vol.36 ONE!」に音楽・歌唱指導で参加。
2021年、郷ひろみ「HIROMI GO CONCERT TOUR 2021」でグッズ販売促進部長を務める。8月の名古屋でアキレス腱を断裂、ギプスが取れるまで6週間、全治半年の重傷を負いながらもバックバンドリーダーとしてツアーに帯同、郷から「アキレス腱直樹」の芸名を提示された。

## おもな音楽活動

### レコーディング参加
- 織田裕二
- ハートバザール
- 郷ひろみ
- THE CONVOY
- 米倉利紀
- YeLLOW Generation
- 椎名へきる
- 國府田マリ子
- GO YAZAWA
- WaT

他

### コンサートステージ
- 長山洋子
- 内田有紀
- 華原朋美
- WaT
- 堀ちえみ

他

### TVアレンジ
- 石井竜也
- 槇原敬之
- 谷村新司
- 工藤静香
- 郷ひろみ
- WaT
- NHK紅白歌合戦
- NHKふたりのビッグショー
- フジテレビ
  - HEY!HEY!HEY! MUSIC CHAMP
  - 僕らの音楽 Our Music
  - ミュージックフェア
- 日本テレビ
  - Music Lovers

他

### ミュージカル・ダンス・リミックス
- THE CONVOY SHOW
- BroadwayDanceCenter
- GoGoRABBITS
- Wing
- NSD

## ディスコグラフィ

### LUCKYS
- 「創意工夫」
- 「言語道断」
- 「拍手喝采」
- 「I」
- 「君と僕」（シングル）
- 「I」（VHS）
- 「LUCKYS」(DVD)
- Single Collection2004～チイサナ火を消さないで～
- highlights x photo mix(DVD)
- 「AVG.41≒ROCK'N'ROLL」

### Naoki Tanaka名義
- Back of the conductor (2005.12/BBA)

### n/名義
- co.eternal-CREATE (2006.9/BBA/BBAR-0101)
- co.eternal-RETURN (2006.9/BBA/BBAR-0102)
- philosophy (2007.5/BBA、iTunes配信)※短編絵本「イルカとクジラ」サウンドトラック。アーティスト名義は「n/ masayuki numai」
- 月のうた(2008.4/iTunes配信、マキシシングル)
- Brand New-Single(2008.7/iTunes配信)
- Sleeping Sheep(2010.4/通販限定ミニアルバム)
- Garden（2012.2.25/ミニアルバム）
- moshimo/君に会えたらいいな(2013/3/2)
- ツナガルミライ(2014/2/22)
- I Like(2015)
- colors(2016)
- HAPPINESS2(2017)

## メディア出演

### ラジオ
- 田中さんラジオ（2020年4月 - 、エフエム世田谷） - 沼井雅之と共演

## その他
- Naoki Tanaka名義のアルバム「Back of the conductor」楽曲はバリライト新作発表会でBGMに使用された。
- n/のアルバム「philosophy」は、2007年の郷ひろみツアー「HIROMI GO CONCERT TOUR 2007♪Boom!Boom!Boom!」の開演前BGMとなっている。